# Socovce
Socovce (em húngaro: Szocóc) é um município da Eslováquia, situado no distrito de Martin, na região de Žilina. Tem 5,11 km² de área e sua população em 2018 foi estimada em 240 habitantes.

## Demografia
| Ano:        | 1994 | 2004   | 2014   | 2024   |
| ----------- | ---- | ------ | ------ | ------ |
| Broj ljudi: | 230  | 243    | 245    | 227    |
| Razlika:    |      | +5,65% | +0,82% | -7,34% |

| Ano:               | 2023 | 2024   |
| ------------------ | ---- | ------ |
| Número de pessoas: | 228  | 227    |
| Diferença:         |      | -0,43% |